# 沙烏地阿拉伯的印尼人
印尼人，在沙烏地阿拉伯多數是女性家傭，另一些是其他類型的勞工。在2005年估計有550000印尼人居留在沙烏地阿拉伯，數字與來自斯里蘭卡，蘇丹和埃及的移民相約，但少於來自巴基斯坦、印度、孟加拉國和菲律賓的外勞。
在1983年印尼政府和沙烏地阿拉伯及其他海灣國家簽訂人力輸出協議，每年供應47000人給沙烏地阿拉伯。他們的人數增長迅速始於1989年，沙特阿拉伯總共輸入了384822個印尼工人，印尼家傭發現自己很容易受到勞動經紀人剝削和他們的雇主的虐待，但印尼政府都不願意非常強烈聲張，因為擔心沙特政府可能會通過削減發給印尼前往麥加朝覲的簽證人數作出回應。但諷刺的是，當地的印尼工人反而無法進行朝覲。
招聘人員通常集中在農村地區女性伊斯蘭寄宿學校招工，她們可能事先已經學會了一些阿拉伯語，減少溝通上的阻礙。她們的沙特雇主常常驚訝，印尼政府允許女性無男性親屬陪伴下出國工作，他們認為印尼家政工人在沙特阿拉伯的存在表示印尼政府道德和經濟失敗。